# New South Wales Open 1980
Il New South Wales Open 1980 è stato un torneo di tennis giocato sull'erba. È stata la 89ª edizione del torneo, che fa parte del Volvo Grand Prix 1980 e del WTA Tour 1980. Si è giocato a Sydney in Australia dal 15 al 21 dicembre 1980.

## Campioni

### Singolare maschile
Fritz Buehning ha battuto in finale  Brian Teacher con il punteggio di 6–3, 6–7, 7–6.

### Singolare femminile
Wendy Turnbull ha battuto in finale  Pam Shriver con il punteggio di 3–6, 6–4, 7–6.

### Doppio maschile
Peter McNamara /  Paul McNamee hanno battuto in finale  Vitas Gerulaitis /  Brian Gottfried con il punteggio di 6–2, 6–4.

### Doppio femminile
Pam Shriver /  Betty Stöve hanno battuto in finale  Rosie Casals /  Wendy Turnbull con il punteggio di 6–1, 4–6, 6–4.